# Herbert Steffny
Herbert Steffny (né le 5 septembre 1953 à Trèves) est un athlète allemand spécialiste du marathon. Il a représenté l'Allemagne de l'Ouest jusqu'à la réunification. Après la fin de sa carrière, il est devenu auteur : il écrit sur des sujets relatifs à la course à pied.

## Biographie
Il remporte le Marathon de Munich en 2 h 11 min 30 s en 1989, et trois fois le Marathon de Francfort, en 1985 (2 h 12 min 12 s), 1989 (2 h 13 min 51 s) et 1991 (2 h 13 min 45 s). Cinquième au Marathon de Chicago en 1986, il est également premier ex aequo du BIG 25 Berlin en 1 h 14 min 33 s, record de la course.

### Palmarès
| Date | Compétition           | Lieu      | Résultat | Performance     |
| ---- | --------------------- | --------- | -------- | --------------- |
| 1986 | Championnats d'Europe | Stuttgart | 3e       | 2 h 11 min 30 s |
| 1987 | Championnats du monde | Rome      | 17e      | 2 h 19 min 24 s |

### Records
| Épreuve  | Performance     | Lieu    | Date            |
| -------- | --------------- | ------- | --------------- |
| Marathon | 2 h 11 min 17 s | Chicago | 26 octobre 1986 |